# Transformada de Laplace bilateral
Em matemática, a transformada de Laplace bilateral é uma transformada integral bastante relacionada com a transformada de Fourier, a transformada de Mellin e a transformada de Laplace. Se ƒ(t) é uma função de uma variável real t definida para todos os números reais, a transformada de Laplace bilateral é definida pela integral
{\displaystyle {\mathcal {B}}\left\{f(t)\right\}=F(s)=\int _{-\infty }^{\infty }e^{-st}f(t)\,dt.}
Essa integral é frequentemente uma integral imprópria, que converge se e somente se cada uma das integrais
{\displaystyle \int _{0}^{\infty }e^{-st}f(t)\,dt,\quad \int _{-\infty }^{0}e^{-st}f(t)\,dt}
existir.  Alguns autores usam a notação alternativa
{\displaystyle {\mathcal {T}}\left\{f(t)\right\}=s{\mathcal {B}}\left\{f\right\}=sF(s)=s\int _{-\infty }^{\infty }e^{-st}f(t)\,dt.}
Em aplicações de física e engenharia, a função original geralmente tem como variável independente o tempo (t), e {\displaystyle f(t)} representa um sinal que varia no tempo. A função transformada tem como variável independente a frequência real (ω) ou a frequência complexa (s), e {\displaystyle F(s)} ou {\displaystyle F(}ω{\displaystyle )} são os componentes desse sinal em cada frequência.
Em aplicações de estatística, a função original geralmente é a densidade de probabilidade de uma distribuição, e a função transformada, os momentos dessa distribuição.

## Relação com outras transformadas integrais
Sendo u(t) a função degrau de Heaviside, que é igual a zero quando t é menor que zero, {\displaystyle 1/2} quando t é igual a zero, e 1 quando t é maior que zero, a transformada de Laplace {\displaystyle {\mathcal {L}}} pode ser definida a partir da  transformada de Laplace bilateral por
{\displaystyle {\mathcal {L}}\left\{f(t)\right\}={\mathcal {B}}\left\{f(t)u(t)\right\}.}
Por outro lado, também temos que
{\displaystyle \left\{{\mathcal {B}}f\right\}(s)=\left\{{\mathcal {L}}f(t)\right\}(s)+\left\{{\mathcal {L}}f(-t)\right\}(-s)}
Assim, cada uma das versões da transformada de Laplace pode ser definida a partir da outra.
A transformada de Mellin pode ser definida em termos da transformada de Laplace bilateral por
{\displaystyle \left\{{\mathcal {M}}f\right\}(s)=\left\{{\mathcal {B}}f(e^{-x})\right\}(s)}
e, inversamente, pode-se obter a transformada de Laplace bilateral a partir da transformada de Mellin por meio da expressão
{\displaystyle \left\{{\mathcal {B}}f\right\}(s)=\left\{{\mathcal {M}}f(-\ln x)\right\}(s).}
A transformada de Fourier também pode ser definida a partir da transformada de Laplace bilateral, por meio da expressão
{\displaystyle {\mathcal {F}}\left\{f(t)\right\}=F(s=i\omega )=F(\omega ).}
Note-se que existem definições alternativas da transformada de Fourier. Em particular, a forma
{\displaystyle \left\{{\mathcal {F}}f\right\}=F(s=i\omega )={\frac {1}{\sqrt {2\pi }}}\left\{{\mathcal {B}}f\right\}(s)}
é frequentemente usada.
Também é possível obter a transformada de Laplace bilateral a partir da transformada de Fourier, através da expressão
{\displaystyle \left\{{\mathcal {B}}f\right\}(s)=\left\{{\mathcal {F}}f\right\}(-is).}
Note-se que transformada de Fourier é normalmente definida de forma a existir para valores reais. A definição acima define {\displaystyle F(s)} em uma faixa {\displaystyle a<\Im (s)<b} que pode não incluir o eixo real.

## Propriedades
Para quaisquer duas funções {\textstyle f,g} para as quais a transformada bilateral de Laplace  {\textstyle {\mathcal {T}}\{f\},{\mathcal {T}}\{g\}} existam, se {\textstyle {\mathcal {T}}\{f\}={\mathcal {T}}\{g\}} e {\textstyle {\mathcal {T}}\{f\}(t)={\mathcal {T}}\{g\}(t)}para todo valor de {\textstyle t\in \mathbb {R} ,} {\textstyle f=g}  quase sempre. 
|                           | Dominio de tempo         | Domínio unilateral-'s'                  | Domínio bilateral-'s'       |
| ------------------------- | ------------------------ | --------------------------------------- | --------------------------- |
| Derivada                  | {\displaystyle f'(t)\ }  | {\displaystyle sF(s)-f(0)\ }            | {\displaystyle sF(s)\ }     |
| Derivada de segunda ordem | {\displaystyle f''(t)\ } | {\displaystyle s^{2}F(s)-sf(0)-f'(0)\ } | {\displaystyle s^{2}F(s)\ } |

## Região de convergência
Os requisitos para convergência da transformada bilateral são mais difíceis do que para transformações unilaterais. A região de convergência normalmente será menor. 
Se f é uma função localmente integrável (ou mais geralmente uma medida local de Borel de variação limitada), então a transformada de Laplace F(s) de f converge desde que o limite
{\displaystyle \lim _{R\to \infty }\int _{0}^{R}f(t)e^{-st}dt}
exista. A transformada de Laplace converge absolutamente se a integral
{\displaystyle \int _{0}^{\infty }|f(t)e^{-st}|dt}
existe (como uma integral de Labesgue adequada). A transformada de Laplace é geralmente entendida como condicionalmente convergente.
O conjunto de valores para os quais F(s) converge absolutamente é da forma Re(s) > a ou Re(s) ≥ a, onde ''a'' é uma constante real estendida, −∞ ≤ a ≤ ∞. (Isso segue do teorema da convergência dominada.) A constante ''a'' é conhecida como a abcissa da convergência absoluta e depende do comportamento de crescimento de f(t). Analogamente, a transformada bilateral converge absolutamente em uma faixa da forma a < Re(s) < b, e possivelmente incluindo as linhas Re(s) = a ou Re(s) = b. O subconjunto de valores de s para os quais a transformada de Laplace converge absolutamente é chamado de região de convergência absoluta ou domínio de convergência absoluta. No caso bilateral, às vezes é chamada de faixa de convergência absoluta. A transformada de Laplace é analítica na região de convergência absoluta.
Da mesma forma, o conjunto de valores para os quais F(s) converge (condicionalmente ou absolutamente) é conhecido como região de convergência condicional, ou simplesmente região de convergência. Se a transformada de Laplace converge (condicionalmente) em {\displaystyle s=s_{0}}, então ela converge automaticamente para todos os s com Re(s) > Re ({\displaystyle s_{0}}). Portanto, a região de convergência é um meio plano da forma Re(s) > a, possivelmente incluindo alguns pontos da linha limite Re(s) = a. Na região de convergência Re(s) > Re({\displaystyle s_{0}}), a transformada de Laplace de f pode ser expressa por integração por partes como a integral
{\displaystyle F(s)=(s-s_{0})\int _{0}^{\infty }e^{-(s-s_{0})t}\beta (t)dt}, {\displaystyle \beta (u)=\int _{0}^{u}e^{-s_{0}t}f(t)dt}.
Ou seja, na região de convergência F(s) pode ser efetivamente expressa como a transformada de Laplace absolutamente convergente de alguma outra função. Em particular, é analítica.
Existem vários teoremas de Paley-Wiener relativos à relação entre as propriedades de decaimento de f e as propriedades da transformada de Laplace na região de convergência.
Em aplicações de engenharia, uma função correspondente a um sistema linear invariante no tempo é estável se cada entrada limitada produz uma saída limitada.

## Causalidade
As transformações bilaterais não respeitam a causalidade. Elas fazem sentido quando aplicados sobre funções genéricas, mas quando se trabalha com funções de tempo (sinais), as transformações unilaterais são preferidas.